# Neuroleon (Ganussa) erato
Neuroleon (Ganussa) erato is een insect uit de familie van de mierenleeuwen (Myrmeleontidae), die tot de orde netvleugeligen (Neuroptera) behoort. 
Neuroleon (Ganussa) erato is voor het eerst wetenschappelijk beschreven door Hölzel in 1972.